# حقوق الإنسان في المملكة المتحدة

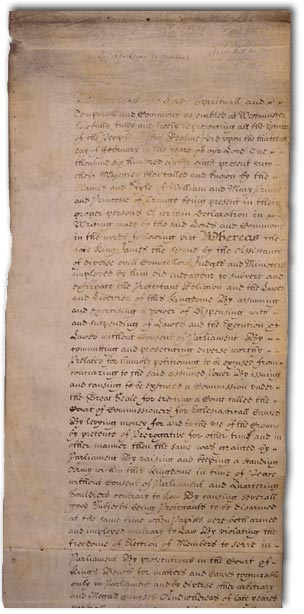

تهتم حقوق الإنسان في المملكة المتحدة بالحقوق الأساسية في القانون لكل شخص في المملكة المتحدة. وباعتبارها جزءا أساسيا من دستور المملكة المتحدة، تُستمد حقوق الإنسان من القانون العام ومن تشريعات مثل الميثاق الأعظم  ووثيقة الحقوق لعام 1689 وقانون حقوق الإنسان 1998 ومن العضوية في الاتحاد الأوربي ومن القانون الدولي. إن تقنين حقوق الإنسان أمر حديث، لكن قانون المملكة المتحدة يملك تراثا في حقوق الإنسان من بين الأطول امتدادا في العالم. إن المصدر الأساسي لمجموعة القوانين اليوم هو قانون حقوق الإنسان عام 1998، الذي أدخل اتفاقية حقوق الإنسان ضمن دعاوى التقاضي المحلية.

## عرض تاريخي
إن تقنين حقوق الإنسان أمر حديث، لكن قبل قانون حقوق الإنسان 1998 والاتفاقية الأوربية لحقوق الإنسان، كان لقانون المملكة المتحدة تراثا في حقوق الإنسان من بين الأطول في العالم. يلزم الميثاق الأعظم لعام 1215 الملك على طلب موافقة البرلمان قبل فرض أي ضريبة، ويحترم حق المحاكمة «بمقاضاة قانونية أمام هيئة محلفين، أو بقانون الدولة»، وصرح: «لن نبيع حق أي إنسان، ولن ننكر أو نؤجل حصول أي شخص على الحق والعدل»، وضمن حرية الحركة للجميع، وحافظ على الأرض العامة للجميع، وقد دعم ضمنيا ما أصبح طلب الإحضار أمام المحكمة، ليحمي بذلك الحرية الفردية من السجن غير القانوني مع إعطاء حق الاستئناف. وكان ظهور الالتماس في القرن الثالث عشر، بعد ظهور البرلمان التمثيلي الإنكليزي الأول في عام 1265، واحدا من الأدلة الباكرة على استخدام البرلمان كمنبر عام لمعالجة شكاوى الناس العاديين.
خلال بداية القرن السابع عشر، أعادت عريضة الحقوق 1628 التأكيد على قيم الميثاق الأعظم ضد الملك تشارلز الأول؛ وأخذت فكرة التكلم بحرية بحقوق التمثيل شكلها خلال مداولات بوتني عام 1647. وبعد الحرب الأهلية الإنكليزية، صانت وثيقة الحقوق 1689 في إنكلترا وويلز وقانون المطالبة بالحقوق 1689 في اسكتلندا مبادئ الديمقراطية التمثيلية، وعدم وجود ضرائب دون برلمان وحرية الكلام في البرلمان ولا «عقوبة عنيفة وغير اعتيادية». وبدأ الفلاسفة بالتفكير بالحقوق ليس بصفتها امتيازات تمنحها الحكومة أو القانون، وإنما بصفتها جزءا أساسيا مما يعنيه أن تكون شخصا. يقول جون لوك (1632-1704) وهو أحد أكثر مفكري عصر التنوير تأثيرا، إن حماية «الملكية» التي تعني بالنسبة له «الحياة والحرية والممتلكات»، كانت السبب الأساسي الذي أدى لوجود المجتمع. وقال إن الأشخاص جميعهم خلقوا متساووين وأحرار، لكن ومقابل مزايا العيش في مجتمع منظم، قد يحتاج الشخص أن يتخلى عن بعض حريته. وخلال القرن الثامن عشر، أثبتت قضية إينتيك ضد كارينغتون البارزة، بشكل مشابه جدا للوك، أن الدولة والحكومة لا يمكنها أن تقوم بشيء لا ينص عليه القانون بوضوح، وأن الناس يمكنهم القيام بأي شيء عدا ما يحظره القانون. وفي قضية سوميرست ضد ستيوارت، رأى اللورد مانسفيلد بأن العبودية كانت غير قانونية وفق القانون العام وبالتالي فإن شخصا ادعى أنه استُعبَد في بوسطن، ماساتشوستس، يجب أن يعتق في إنكلترا؛ هذا الأمر كان موضوع شكاوى متفاقمة في المستعمرات الجنوبية في فترة التجهيز لإعلان استقلال الولايات المتحدة. وبحلول عام 1789، تطورت فكرة الحقوق المتأصلة وألهمت كل من وثيقة الحقوق  وإعلان حقوق الإنسان والمواطن بعد الثورات الفرنسية والأمريكية. ورغم أن البعض صنف الحقوق الطبيعية بأنها «هراء» طور البرلمان والمحاكم المزيد من الحقوق القانونية؛ وفي عام 1972 بدأت ماري ولستونكرافت الحركة البريطانية لحقوق المرأة والمساواة بينما كانت الحركات التي تلت شهداء تولبادر والميثاقيين قد جاءت بإصلاحات في العمل والحرية الديمقراطية.
وبعد كارثة الحرب العالمية الثانية والهولوكوست، وضع النظام القانوني الدولي الإعلان العالمي لحقوق الإنسان لعام 1948 في مركز اهتمامه، وصان الحقوق المدنية والسياسية والاقتصادية والاجتماعية والثقافية. ورغم أنه إعلان للجمعية العامة للأمم المتحدة، وليس معاهدة، كانت الحقوق قواعد آمرة وأعراف ملزمة في القانون الدولي، وقد صدّقت المملكة المتحدة على معاهدتين أخريتين  أعادتا صياغة الإعلان العالمي وهما: المعاهدة العالمية للحقوق المدنية والسياسية والمعاهدة الدولية للحقوق الاقتصادية والاجتماعية والثقافية لعام 1966. اشتركت المملكة المتحدة عام 1950 بصياغة المعاهدة الأوربية لحقوق الإنسان، فاسحة المجال للناس بأن يستأنفوا أمام المحكمة الأوربية لحقوق الإنسان في ستراسبورغ حتى وإن كان ضد قرارات البرلمان: فالبرلمان تعهد بالامتثال الدائم للمبادئ الأساسية للقانون الدولي ولأن إجراءات الاستئناف هذه كانت تأخذ وقتا طويلا، شرع البرلمان «بإحضار الحقوق إلى المنازل» بقانون حقوق الإنسان 1998، وبالتالي يستطيع الناس رفع دعاوى حقوق الإنسان في محاكم المملكة المتحدة بناءً على الاتفاقية مباشرة. وتضم الاتفاقية حق الحياة والحقوق المناهضة للتعذيب والعمل القسري والزواج وبالعلاج الصحي والحق بعدم التمييز والتفرقة فيما يخص هذه الحقوق. ويهتم معظم القانون القضائي بحق الحرية والخصوصية وحرية الضمير والتعبير وحرية الاجتماع والتجمع. وتصون المملكة المتحدة أيضا الحق بشروط عمل عادلة والأمن الاجتماعي والعديد من الحقوق الاجتماعية والاقتصادية من خلال تشريعاتها.
وفي أيار 2019، أعلنت الحكومة البريطانية عن تعيين سفيرها الأول لحقوق الإنسان. حيث عين وزير الخارجية جيريمي هانت Jeremy Hunt ريتا فرنش Rita French، وهي السكرتيرة الخاصة الرئيسية للوزير هانت، لتعزيز عمل المملكة المتحدة في مجلس الأمم المتحدة لحقوق الإنسان وعالميا.

## الإتفاقية الأوربية لحقوق الإنسان
قامت المملكة المتحدة بدور هام في صياغة الاتفاقية،على يد شخصيات مثل آرثر غودهارت Arthur Goodhart وجون فوستر John Foster والمقيم في المملكة المتحدة السيد هيرش لاوترباخت Hersch Lauterpacht معطية الدافع لتأسيس المجلس الأوربي عام 1949 كوسيلة للحماية ضد صعود الدكتاتوريات الجديدة ولتقديم بارقة أمل لمواطني البلدان اللتي يحتلها السوفييت. كان المجلس الدولي للحركة الأوربية قد أخذ مسبقا زمام المبادرة في تقديم اتفاقية حقوق إنسان ملزمة قانونيا، والمجلس عبارة عن منظمة ناصر قضيتها وينستون تشرشل Winston Churchill وهارولد ماكميلان Harold Macmillan، وقدم القسم القضائي الدولي التابع له مسودة اتفاقية (يعد لاوترباخت وماكسويل فايف Maxwell Fyfe من بين أعضائه).[يحتاج توثيقا]. طرحت اللجنة القانونية لمجلس الجمعية الاستشارية الأوربية الذي ترأسها ماكسويل فايف وقائد المقاومة الفرنسية السابق بيير هنري تيتجين Pierre-Henri Teitgen أن مجلس اللجنة الوزارية أعد اتفاقية تحتوي وتؤكد على التمتع الفعال بالحقوق المعلنة في إعلان الأمم المتحدة العالمي لحقوق الإنسان بتاريخ 10 كانون الأول 1948، بالإضافة لتأسيس محكمة وبعثة أوربية لحقوق الإنسان. وافقت اللجنة وكان النص الخاص الذ كان سيصبح الاتفاقية الأوربية لحقوق الإنسان  ضمن الصيغة الأساسية التي صاغها السيد أوسكار داوسون Oscar Dowson، وهو كبير مستشارين قانونين في وزارة الداخلية.